# 纤花冬青
纤花冬青（学名：Ilex graciliflora）是冬青科冬青属的植物，为中国的特有植物。分布于中国大陆的香港等地，多生在低海拔的丛林中，目前已由人工引种栽培。